# فابریزیو پولی
فابریزیو پولی (انگلیسی: Fabrizio Poli؛ زادهٔ ۲۶ مهٔ ۱۹۸۹) بازیکن فوتبال اهل ایتالیا است.
از باشگاه‌هایی که در آن بازی کرده‌است می‌توان به باشگاه فوتبال کارپی، باشگاه فوتبال نووارا، و باشگاه فوتبال اتلتیکو آرتزو اشاره کرد.